# 罪状認否
罪状認否（ざいじょうにんぴ）とは、刑事裁判において公訴事実を被告人が認めるかどうかについて行う答弁のこと。

## 概要
刑事裁判の冒頭で検察側が被告人の前で起訴状（公訴事実）を朗読した後で、裁判長は被告人に黙秘権が存在することを告知し、被告人が罪状認否（英: Plea）を行う。
罪状認否には黙秘権が保障されており、認否をしなくても構わない。
- 公訴事実を認めた場合（自白事件）は、審理は主に量刑に関して争われることになる。
- 公訴事実を否認する場合（否認事件）は、弁護側が検察側と公訴事実の内容や程度を争うことになる。

日本では刑事訴訟法第291条5項で規定されている。

## アレインメント

### 由来
罪状認否は、元々は英米法におけるアレインメント（Arraignment）を法制化したものである。
刑事裁判の冒頭において、裁判長が被告人に「有罪か無罪か（"Guilty or not guilty?"）」を質問し、被告が「無罪（"Not guilty."）」と答えれば、事実審に入り、「有罪（"Guilty."）」と答えれば、事実審を省略し、量刑等のみを定める法律審に入る。この場合、陪審が省略され職業裁判官のみの審判となる。
後者は、司法取引との関係でなされる場合が多い。

### 東京裁判
極東国際軍事裁判(東京裁判)においても、冒頭にこの制度が採用され、一部の被告人に、「責任は私にあるのであって『無罪』などとは言えない」等の抵抗に遭ったが、罪状認否において有罪を認めると事実審を行うことができず、東京裁判の目的である事実の公開ができなくなることから、弁護人が強く説得して「無罪」と答えさせたとのエピソードがある。

### 大陸法系
ただし、日本などの大陸法系の刑事訴訟法においては、英米法のアレインメント制度とは異なり、被告人が公訴事実を認めても、それにより否認事件とは異なる手続に移行するわけではない。
つまり、自白事件においても罪体に関する立証が必要である。